# Liam Draxl
Liam Draxl (* 5. Dezember 2001 in Newmarket, Ontario) ist ein kanadischer Tennisspieler.

## Karriere
Draxl spielte bis 2019 auf der ITF Junior Tour. Dort konnte er mit Rang 9 seine höchste Notierung in der Jugend-Rangliste erreichen. Sein bestes Abschneiden bei einem Grand-Slam-Turnier gelang ihm im Einzel zweimal mit dem Erreichen des Achtelfinals. Im Doppel war Draxl sehr erfolgreich. Bei seinen zwei letzten Juniorenturnieren in Wimbledon und bei den US Open gelang ihm mindestens der Halbfinaleinzug. In Wimbledon verlor er erst im Finale. Bei den ITF Junior Masters war er Ende des Jahres chancenlos und wurde Letzter.
Bei den Profis spielte Draxl ab 2018 und profitierte anfangs vor allem von Wildcards. 2020 konnte er auf der drittklassigen ITF Future Tour erstmals ein Halbfinale erreichen und im Doppel sogar ins Finale einziehen. Im Doppel hatte er schon früh auch Erfolge auf der höherdotierten ATP Challenger Tour: in Granby zog er 2019 ins Halbfinale ein; Mitte 2021 gewann er neben Stefan Kozlov das Turnier in Lexington. Im selben Jahr gewann er noch zwei Futures jeweils im Einzel und Doppel, wodurch er auch in der Tennisweltrangliste nach oben klettern konnte. Mit Rang 534 im Einzel und 351 im Doppel steht er Anfang 2022 jeweils auf seinem Karrierehoch. Noch bis 2023 spielt Draxl nur neben dem Studium Tennis. Er studiert an der University of Kentucky und spielt an der Hochschule zudem College Tennis.

## Erfolge
| Legende (Anzahl der Siege) |
| Grand Slam                 |
| ATP Finals                 |
| ATP Tour Masters 1000      |
| ATP Tour 500               |
| ATP Tour 250               |
| ATP Challenger Tour (10)   |

### Einzel

#### Turniersiege
| Nr. | Datum             | Turnier  | Belag         | Finalgegner      | Ergebnis      |
| --- | ----------------- | -------- | ------------- | ---------------- | ------------- |
| 1.  | 12. November 2023 | Calgary  | Hartplatz (i) | Dominik Koepfer  | 6:4, 6:3      |
| 2.  | 13. Juli 2025     | Winnipeg | Hartplatz     | Alexander Blockx | 1:6, 6:3, 6:4 |

### Doppel

#### Turniersiege
| Nr. | Datum              | Turnier         | Belag         | Partner          | Finalgegner                                   | Ergebnis           |
| --- | ------------------ | --------------- | ------------- | ---------------- | --------------------------------------------- | ------------------ |
| 1.  | 31. Juli 2021      | Lexington       | Hartplatz     | Stefan Kozlov    | Alex Rybakov Reese Stalder                    | 6:2, 6:75, [10:7]  |
| 2.  | 1. Juni 2024       | Little Rock     | Hartplatz     | Benjamin Sigouin | Rithvik Choudary Bollipalli Hans Hach Verdugo | 6:4, 3:6, [10:7]   |
| 3.  | 14. September 2024 | Dobritsch       | Sand          | Cleeve Harper    | Francesco Maestrelli Filippo Romano           | 6:1, 3:6, [12:10]  |
| 4.  | 26. Oktober 2024   | Sioux Falls     | Hartplatz (i) | Cleeve Harper    | Ryan Seggerman Patrik Trhac                   | 7:5, 6:3           |
| 5.  | 23. November 2024  | Puerto Vallarta | Hartplatz     | Benjamin Sigouin | Karl Poling Ryan Seggerman                    | 7:65, 6:2          |
| 6.  | 30. November 2024  | Manzanillo      | Hartplatz     | Cleeve Harper    | Finn Reynolds Benjamin Sigouin                | 6:74, 7:5, [12:10] |
| 7.  | 25. Januar 2025    | Oeiras          | Hartplatz     | Cleeve Harper    | Matwé Middelkoop Denys Moltschanow            | 1:6, 7:5, [10:6]   |
| 8.  | 19. April 2025     | Tallahassee     | Sand          | Cleeve Harper    | Jamie Cerretani George Goldhoff               | 6:2, 6:3           |